# Kent (musikalbum)
Kent är rockgruppen Kents självbetitlade debutalbum, utgivet den 15 mars 1995. Det producerades av Nille Perned. Albumet utgavs före bandets stora genombrott i Sverige och nådde därmed endast nummer 22 på Sverigetopplistan. Det är gruppens enda studioalbum som inte nådde topplacering på listan.

## Om skivan
Öppningsspåret "Blåjeans" är en av de äldsta på Kents repertoar. Låten fanns och spelades live även innan bandet hade skivkontrakt.. Låten är 2 minuter och 57 sekunder lång. Även om låten aldrig släppts som singel har den regelbundet varit med på spellistorna på turnéer som en av få låtar från debutåren och har många gånger uppfattats som en signaturlåt från Kents tidiga år.
Bilden på skivomslaget togs av Jonas Linell och skildrar bandmedlemmarna när de går i gångtunneln mellan Globen och Gullmarsplans tunnelbanestation i Stockholm.

## Mottagande
Kents debutalbum mottogs överlag med väldigt positiva recensioner. Skivan fick näst högsta betyg (4/5) i Expressen, där Anders Nunstedt skrev att "Kents talang består i att ta tag i lyssnaren" och avslutade med orden "I'm impressed". Även i Aftonbladet och Göteborgs-Posten fick skivan näst högsta betyg (4/5). I Dagens Nyheter skrevs det att man "får vara med om någonting när man lyssnar sig igenom Kents debutalbum. Det är inte lite det." I Tidningen Pop fick skivan det relativt välvilliga betyget 7/10.

## Låtlista
Text: Joakim Berg. Musik: Joakim Berg, förutom spår 4 & 8: Martin Sköld.
| Nr  | Titel                     | Längd |
| --- | ------------------------- | ----- |
| 1.  | Blåjeans                  | 2:58  |
| 2.  | Som vatten                | 2:54  |
| 3.  | Ingenting någonsin        | 4:02  |
| 4.  | När det blåser på månen   | 4:19  |
| 5.  | Jag vill inte vara rädd   | 3:34  |
| 6.  | Vad två öron klarar       | 3:47  |
| 7.  | Den osynlige mannen       | 2:44  |
| 8.  | Pojken med hålet i handen | 2:09  |
| 9.  | Ingen kommer att tro dig  | 3:31  |
| 10. | Stenbrott                 | 4:21  |
| 11. | Frank                     | 4:48  |

## Medverkande
- Joakim Berg – sång
- Martin Sköld – basgitarr
- Sami Sirviö – gitarr
- Martin Roos – gitarr
- Markus Mustonen – trummor och kör
- Nille Perned och hans far – diverse gitarrer

## Listplaceringar
| Lista (1995–1996) | Topplacering |
| ----------------- | ------------ |
| Sverige           | 2            |

## Placeringar på Hitlistan
| Album Hitlistan Top 60 | Album Hitlistan Top 60 | Album Hitlistan Top 60 | Album Hitlistan Top 60 | Album Hitlistan Top 60 | Album Hitlistan Top 60 | Album Hitlistan Top 60 | Album Hitlistan Top 60 | Album Hitlistan Top 60 | Album Hitlistan Top 60 | Album Hitlistan Top 60 | Album Hitlistan Top 60 | Album Hitlistan Top 60 | Album Hitlistan Top 60 | Album Hitlistan Top 60 | Album Hitlistan Top 60 | Album Hitlistan Top 60 | Album Hitlistan Top 60 | Album Hitlistan Top 60 |
| Vecka                  | 24 mars 1995           | 31 mars 1995           | 7 april 1995           | 14 april 1995          | 21 april 1995          | 28 april 1995          | 5 maj 1995             | 12 maj 1995            | 19 maj 1995            | 26 maj 1995            | 30 juni 1995           | 7 juli 1995            | 21 juli 1995           | 28 juli 1995           | 4 augusti 1995         | 11 augusti 1995        | 18 augusti 1995        | 25 augusti 1995        |
| ---------------------- | ---------------------- | ---------------------- | ---------------------- | ---------------------- | ---------------------- | ---------------------- | ---------------------- | ---------------------- | ---------------------- | ---------------------- | ---------------------- | ---------------------- | ---------------------- | ---------------------- | ---------------------- | ---------------------- | ---------------------- | ---------------------- |
| Placering              | 28                     | 27                     | 35                     | 33                     | 43                     | 33                     | 41                     | 50                     | 45                     | 38                     | 44                     | 30                     | 35                     | 50                     | 31                     | 31                     | 34                     | 29                     |
| Vecka                  | 1 september 1995       | 15 september 1995      | 15 mars 1996           | 22 mars 1996           | 29 mars 1996           | 5 april 1996           | 12 april 1996          | 19 april 1996          | 26 april 1996          | 3 maj 1996             | 10 maj 1996            | 17 maj 1996            | 24 maj 1996            | 31 maj 1996            | 31 januari 1997        | 7 februari 1997        | 14 februari 1997       | 27 november 2015       |
| Placering              | 49                     | 47                     | 56                     | 32                     | 29                     | 29                     | 37                     | 22                     | 34                     | 43                     | 46                     | 44                     | 59                     | 56                     | 54                     | 55                     | 50                     | 14                     |
| Vecka                  | 20 mars 2020           |                        |                        |                        |                        |                        |                        |                        |                        |                        |                        |                        |                        |                        |                        |                        |                        |                        |
| Placering              | 2                      |                        |                        |                        |                        |                        |                        |                        |                        |                        |                        |                        |                        |                        |                        |                        |                        |                        |